# Список дипломатичних місій в Бельгії

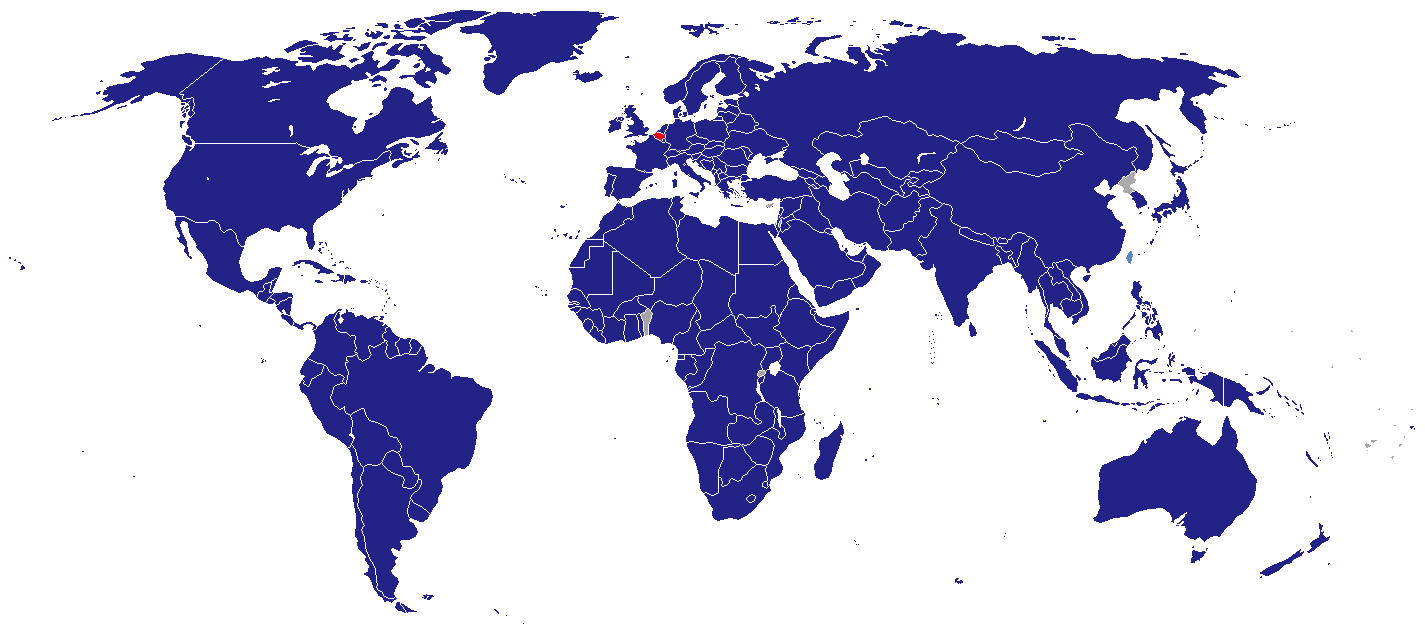
Країни, які мають дипломатичні представництва в Бельгії.

Нижче представлено список дипломатичних місій в Бельгії, за винятком почесних консульств. 184 країни світу мають свої дипломатичні представництва в Бельгії. В столиці цієї країни, місті Брюссель, розташовується не тільки уряд Бельгії, але також штаб-квартира Європейської комісії (виконавчої гілки влади Європейського Союзу) та штаб-квартира НАТО. Тому окрім посольств до, власне, Королівства Бельгія, в Брюсселі розташовуються постійні представництва країн до Європейського Союзу і до НАТО. Деякі країни, зазвичай європейські країни або великі країни, мають три окремі дипломатичні представництва, окремо для Бельгії, ЄС та НАТО (наприклад Україна, яка має там і посольство в Бельгії, і представництво при ЄС, і представництво при НАТО). Більшість країн мають лише одне дипломатичне представництво, яке виконує всі три функції, або інколи мають два представництва і одне з них поєднує дві з трьох функцій. Також, цікавим є той факт, що Бельгія має представництво при ЄС і представництво при НАТО, які розташовуються в самій же Бельгії. І в Бельгії розташована столиця ЄС, тож дипломатичні представництва великі

## Посольства в Бельгії

### Європа
- Австрія
- Азербайджан
- Албанія
- Андорра
- Білорусь
- Болгарія
- Боснія і Герцеговина
- Ватикан
- Велика Британія
- Вірменія
- Греція
- Грузія
- Данія
- Естонія
- Ірландія
- Ісландія
- Іспанія
- Італія
- Косово
- Латвія
- Литва
- Ліхтенштейн
- Люксембург
- Мальта
- Молдова
- Монако
- Нідерланди
- Німеччина
- Норвегія
- Північна Македонія
- Польща
- Португалія
- Росія
- Румунія
- Сан-Марино
- Сербія
- Словаччина
- Словенія
- Угорщина
- Україна
- Фінляндія
- Франція
- Хорватія
- Чехія
- Чорногорія
- Швейцарія

### Азія
- Афганістан
- Бангладеш
- Бахрейн
- Бруней
- Бутан
- В'єтнам
- Ємен
- Ізраїль
- Індія
- Індонезія
- Ірак
- Іран
- Йорданія
- Казахстан
- Камбоджа
- Катар
- Киргизстан
- КНР
- Кувейт
- Лаос
- Ліван
- М'янма
- Малайзія
- Монголія
- Непал
- ОАЕ
- Оман
- Пакистан
- Південна Корея
- Саудівська Аравія
- Сирія
- Сінгапур
- Східний Тимор
- Таджикистан
- Таїланд
- Туреччина
- Туркменістан
- Узбекистан
- Філіппіни
- Шрі-Ланка
- Японія

### Північна Америка
- Багамські Острови
- Барбадос
- Беліз
- Гаїті
- Гватемала
- Гондурас
- Гренада
- Домініка
- Домініканська Республіка
- Канада
- Коста-Рика
- Куба
- Мексика
- Нікарагуа
- Панама
- Сальвадор
- Сент-Вінсент і Гренадини
- Сент-Кіттс і Невіс
- Сент-Люсія
- США
- Тринідад і Тобаго
- Ямайка

### Південна Америка
- Аргентина
- Болівія
- Бразилія
- Венесуела
- Гаяна
- Еквадор
- Колумбія
- Парагвай
- Перу
- Суринам
- Уругвай
- Чилі

### Африка
- Алжир
- Ангола
- Ботсвана
- Буркіна-Фасо
- Бурунді
- Габон
- Гамбія
- Гана
- Гвінея
- Гвінея-Бісау
- Джибуті
- ДР Конго
- Екваторіальна Гвінея
- Еритрея
- Есватіні
- Ефіопія
- Єгипет
- Замбія
- Зімбабве
- Кабо-Верде
- Камерун
- Кенія
- Коморські Острови
- Кот-д'Івуар
- Лесото
- Ліберія
- Лівія
- Маврикій
- Мавританія
- Мадагаскар
- Малаві
- Малі
- Марокко
- Мозамбік
- Намібія
- Нігер
- Нігерія
- ПАР
- Південний Судан
- Республіка Конго
- Руанда
- Сан-Томе і Принсіпі
- Сейшельські Острови
- Сенегал
- Сомалі
- Судан
- Сьєрра-Леоне
- Танзанія
- Того
- Туніс
- Уганда
- Центральноафриканська Республіка
- Чад

### Австралія та Океанія
- Австралія
- Вануату
- Нова Зеландія
- Острови Кука
- Палау
- Папуа Нова Гвінея
- Самоа
- Соломонові Острови
- Тувалу
- Фіджі

## Представництва при ЄС

### Представництва країн-членів ЄС
Представництва країн-членів ЄС відрізняються від представництв країн, які не є членами ЄС, тим що вони є інтегрованими в політичну систему Європейського Союзу. Існує Комітет постійних представників, в якому засідають постійні представники (посли) кожної з держав-членів. Цей комітет готує засідання Ради Європейського Союзу: веде переговори щодо порядку денного Ради і попередньо розглядає питання, чимало з яких Рада ухвалює лише формально. Комітет постійних представників відіграє ключову роль у системі ухвалювання рішень в ЄС. Він є водночас і форумом для діалогу між самими представниками і між ними та національними урядами їхніх країн, і органом політичного контролю, який керує роботою експертних груп і наглядає за їхньою діяльністю.
Існує також Комітет регіонів, який представляє інтереси місцевих і регіональних органів влади країн ЄС, а також Представництво федеральних земель Німеччини при ЄС, але вони мають лише дорадчо-спостерігацький статус.
- Австрія
- Бельгія
- Болгарія
- Греція
- Данія
- Естонія
- Ірландія
- Іспанія
- Італія
- Кіпр
- Латвія
- Литва
- Люксембург
- Мальта
- Нідерланди
- Німеччина
- Польща
- Португалія
- Румунія
- Словаччина
- Словенія
- Угорщина
- Фінляндія
- Франція
- Хорватія
- Чехія
- Швеція

### Представництва інших країн
- Азербайджан
- Албанія
- Аргентина
- Боснія і Герцеговина
- Бразилія
- Ватикан
- Вірменія
- ДР Конго
- Ізраїль
- Індонезія
- Йорданія
- Казахстан
- Канада
- Кенія
- КНР
- Мадагаскар
- Марокко
- Мексика
- Молдова
- Норвегія
- Пакистан
- Палестина
- Північна Македонія
- Росія
- Сербія
- Сирія
- США
- Туреччина
- Україна
- Чилі
- Чорногорія
- Швейцарія
- Ямайка
- Японія

## Представництва при НАТО

### Представництва країн-членів НАТО
- Албанія
- Бельгія
- Болгарія
- Велика Британія
- Греція
- Данія
- Естонія
- Ісландія
- Іспанія
- Італія
- Канада
- Латвія
- Литва
- Люксембург
- Нідерланди
- Німеччина
- Норвегія
- Північна Македонія
- Польща
- Португалія
- Румунія
- Словаччина
- Словенія
- США
- Туреччина
- Угорщина
- Франція
- Хорватія
- Чехія
- Чорногорія

### Представництва інших країн
- Австрія
- Азербайджан
- Вірменія
- Грузія
- Росія
- Узбекистан
- Україна
- Фінляндія
- Швейцарія
- Швеція

## Представництва регіонів країн та інших суб'єктів
- Гонконг - економічно-торговельний офіс
- Гренландія - представництво
- Квебек - генеральна делегація
- Курдистан - представництво
- Макао - економічно-торговельний офіс
- Мальтійський орден - представництво
- Північний Кіпр - представництво
- Тайвань - Тайбейський представницький офіс в ЄС та Бельгії
- Фарерські острови - представництво

## Консульства
Антверпен
- Домініканська Республіка
- Республіка Конго
- Марокко
- Нідерланди
- Панама
- Росія
- Туреччина

Шарлеруа
- Італія

Льєж
- Марокко

## Акредитовані посли
- Кіпр - Гаага
- Північна Корея - Лондон
- Швеція - Стокгольм

## Закриті дипломатичні місії
| Місто     | Країна-оператор | Тип місії                      | Рік закриття |
| --------- | --------------- | ------------------------------ | ------------ |
| Брюссель  | Бенін           | Посольство                     | 2020         |
| Брюссель  | Кіпр            | Посольство                     | 2016         |
| Брюссель  | Філіппіни       | Постійне представництво при ЄС | 1985         |
| Брюссель  | Швеція          | Посольство                     | 2011         |
| Антверпен | Франція         | Генеральне консульство         | 2011         |
| Антверпен | Польща          | Консульство                    | 2000         |
| Гент      | Франція         | Консульство                    | 1993         |
| Льєж      | Франція         | Генеральне консульство         | 2011         |
| Монс      | Франція         | Консульство                    | 1993         |
| Монс      | Італія          | Віце-консульство               | 2013         |